# Carl Pöhlmann
Carl Ludwig Gotthold Pöhlmann (* 26. September 1863 in Aschaffenburg; † 19. März 1947 in Leipzig) war ein deutscher Jurist und Heimatforscher.

## Leben

### Jugend und Ausbildung
Carl Pöhlmann wurde am 26. September 1863 in Aschaffenburg geboren. Seine Eltern waren Heinrich Pöhlmann (1813–1893) und Emilie Pöhlmann, geb. Fikentscher (1824–1903). Da sein Vater aufgrund seines Berufs als königlich-bayerischer Rentamtmann mehrmals versetzt wurde, besuchte Carl von 1871 bis 1874 die städtische Volksschule und anschließend die Lateinschule in Ansbach und danach das Gymnasium in Würzburg. Von 1881 bis 1885 studierte er Rechtswissenschaften in Berlin, Straßburg und Würzburg. In dieser Zeit leistete er auch seinen Wehrdienst im 2. Königlich Bayerischen Feldartillerie-Regiment. Nach seinem erfolgreichen Assessorexamen (damals als Staatskonkurs bezeichnet) trat er am 16. April 1890 eine Stelle als Bezirksamtsassessor in Lohr am Main an.
Pöhlmann heiratete 1891 Emma Rexroth (1871–1923), die Tochter des Eisenwerksbesitzers Gustav Rexroth (1832–1899). Aus der Ehe gingen fünf Töchter und ein Sohn hervor.

### Laufbahn als Bezirksamtmann
Am 1. November 1900 wurde Pöhlmann nach Rockenhausen im Donnersbergkreis versetzt, wo er die Leitung des neu geschaffenen Bezirksamts Rockenhausen übernahm. Neben seiner Tätigkeit als Bezirksamtmann gründete er in Rockenhausen  1903 gemeinsam mit Heinrich Georg Rung und anderen Heimatforschern den Nordpfälzer Geschichtsverein.
Am 1. Dezember 1904 wurde ihm die Leitung des Bezirksamts Zweibrücken übertragen, die er bis zu seinem Eintritt in den Ruhestand am  1. November 1928 innehatte. 1910 wurde er zum Regierungsrat und 1920 zum Oberregierungsrat befördert.
Während seiner Dienstzeit in Zweibrücken musste er sich mehreren besonderen Herausforderungen stellen. Kurz vor seinem Amtsantritt waren die Distrikte St. Ingbert und Blieskastel von Zweibrücken abgetrennt und daraus das Bezirksamt Sankt Ingbert gebildet worden. Zweibrücken musste vor allem den Verlust der Industrie der Stadt St. Ingbert wirtschaftlich verkraften. Nach dem Ersten Weltkrieg schied die Stadt Zweibrücken im April 1920 aus dem Bezirksamt aus und wurde zur kreisunmittelbaren Stadt. Vier Monate später wurde das Bezirksamt durch den Versailler Vertrag neu abgegrenzt und damit Grenzland nach Frankreich und zum neu gebildeten Saargebiet. In diesem Zusammenhang wurde eine Reihe von Gemeinden mit dem Bezirksamt Homburg getauscht.
Am 20. April 1923 verstarb Pöhlmanns Ehefrau nach langer Krankheit. 1925 wurde Carl Pöhlmann im Alter von 62 Jahren an der Universität Heidelberg zum Doktor der Rechtswissenschaft promoviert. Am 4. September 1926 heiratete er in zweiter Ehe Maria Schütze, geb. Franke (1874–1959).

### Ruhestand
Am 1. November 1928 ging Carl Pöhlmann in den Ruhestand. Er lebte weiterhin in Zweibrücken und widmete sich der Heimatgeschichte.
Im Zweiten Weltkrieg wurde Zweibrücken von September 1939 bis Sommer 1940 evakuiert, danach kehrte Pöhlmann in die Stadt zurück. Bei der erneuten Evakuierung ab September 1944 floh er mit seiner Ehefrau zu Verwandten nach Altenburg in Sachsen, danach nach Leipzig. Beim Luftangriff auf Zweibrücken am 14. März 1945 wurde Pöhlmanns Haus in Zweibrücken schwer beschädigt, seine Bibliothek, Münzsammlung und ein Teil seiner wissenschaftlichen Arbeiten wurden vernichtet oder geplündert, sodass er nicht mehr dorthin zurückkehrte. Am 19. März 1947 verstarb er in Leipzig an den Folgen eines Unfalls.

## Wirken
Pöhlmann interessierte sich neben seiner Arbeit als Bezirksamtmann stets für Heimatgeschichte. In Rockenhausen gründete er 1903 den Nordpfälzer Geschichtsverein. Nach seiner Versetzung nach Zweibrücken übernahm er die Leitung des Historischen Vereins der Mediomatriker für die Westpfalz (später Historischer Verein für die Westpfalz). Im März 1925 gehörte er zu den Gründungsmitgliedern des Vereins für Pfälzische Kirchengeschichte.
Bereits 1905 begann er sich für die Geschichte des Herzogtums Pfalz-Zweibrücken und seiner Regenten zu interessieren. Er befasste sich in der Folgezeit vor allem mit der spätmittelalterlichen Adels- und Territorialgeschichte des Westrichs sowie mit mittelalterlicher Kirchengeschichte. Dabei erforschte er vor allem Urkunden aus Archiven und Bibliotheken. Seine Ergebnisse veröffentlichte er meist in Form von Regesten, die in Buchform oder den Periodika historischer Vereine gedruckt wurden. Seine Beiträge sind häufig in den „Westpfälzischen Geschichtsblättern“ und in den „Blättern für pfälzische Kirchengeschichte“ zu finden.
Viele Ergebnisse seiner Arbeiten, vor allem Regesten aus den Lehensbüchern der Zweibrücker Herzöge, wurden erst in seinem Nachlass gefunden und posthum veröffentlicht. Diese Materialien sind von besonderem Wert, weil sie Urkunden dokumentieren, die bei der Zerstörung von Zweibrücken im Frühjahr 1945 vernichtet wurden. Der Historiker Ludwig Anton Doll veröffentlichte 1962 eine umfangreiche Sammlung der von Pöhlmann erarbeiteten Regesten in überarbeiteter Form als „Regesten der Grafen von Zweibrücken aus der Linie Zweibrücken“.
Erst 2012 wurde sein Werk Geschichte der Stadt Zweibrücken bis 1718 von der Stadtverwaltung Zweibrücken veröffentlicht, nachdem das Manuskript mehr als 60 Jahre unbeachtet im Stadtarchiv gelegen hatte. Darin ergänzt und berichtigt Pöhlmann auf der Basis neuerer Quellen viele Darstellungen anderer Autoren, insbesondere die  „Vollständige Geschichte der ehemals pfalz-bayerischen Residenzstadt Zweibrücken“ von Ludwig Alois Molitor.

## Schriften
- Die Pilgerreise des Herzogs Alexander von Zweibrücken nach dem heiligen Lande. Lehmann, Zweibrücken 1912.

- Ludwig Molitor. Zweibrückens Geschichtsschreiber. Zur Erinnerung an die 100. Wiederkehr seines Geburtstages. Zweibrücken 1917., Faksimile-Neudruck o. J.

- Die älteste Geschichte des Bliesgaus. Hofer, Saarbrücken 1925.

- Das ligische Lehensverhältnis (= Heidelberger rechtswissenschaftliche Abhandlungen. Band 13). Carl Winter, Heidelberg 1931.

- Deutsche Geschichte im Bliesgau : Entstehung d. Herrschaften (= Schriften zur Zweibrücker Landesgeschichte. Band 2). Selbstverlag des Verfassers, Zweibrücken 1937.

- Das ehemalige Herzogsschloß in Zweibrücken. Selbstverlag der Stadt Zweibrücken, Zweibrücken 1941.

- Die Regesten der Urkunden des Winsteiner Kopialbuches im Staatsarchiv Darmstadt. Zweibrücker Arbeitsgemeinschaft für Familienforschung, Zweibrücken 1962.

- Die Regesten der Urkunden des Winsteiner Kopialbuches im Staatsarchiv Darmstadt. Zweibrücker Arbeitsgemeinschaft für Familienforschung, Zweibrücken 1962.

- Carl Pöhlmann, Ludwig Anton Doll: Regesten der Grafen von Zweibrücken aus der Linie Zweibrücken (= Veröffentlichungen der Pfälzischen Gesellschaft zur Förderung der Wissenschaften in Speyer. Band 42). Verlag der Pfälzischen Gesellschaft zur Förderung der Wissenschaften, Speyer 1962.

- Carl Pöhlmann: Die älteste Geschichte des Bliesgaus. Bd. 2: Die christliche Kirche im Bliesgau (= Veröffentlichungen der Pfälzischen Gesellschaft zur Förderung der Wissenschaften. 31 Typ=wl). Speyer 1953.

- Geschichte der Grafen von Zweibrücken aus der Zweibrücker Linie. Scientia-Verlag, 1974, ISBN 978-3-511-06530-0 (Erstausgabe: Beck, München  1938).

- Geschichte der Stadt Zweibrücken bis 1718. Hrsg.: Charlotte Glück-Christmann. Stadtverwaltung Zweibrücken, 2012, ISBN 978-3-9814791-1-9.

- Das Kloster St. Maximin bei Trier als Grundbesitzer in Ixheim. In: Trierer Zeitschrift : Vierteljahreshefte für Geschichte und Kunst des Trierer Landes und seiner Nachbargebiete. Band 1, Nr. 1, 1926, doi:10.11588/tz.1926.1.56578.

## Würdigung
Im Zweibrücker Stadtteil Niederauerbach wurde eine Straße nach Carl Pöhlmann benannt.